# Tortula rufa
Tortula rufa là một loài Rêu trong họ Pottiaceae. Loài này được (Schimp. ex Besch.) Broth. miêu tả khoa học đầu tiên năm 1902.